# Balkhania
Balkhania es un género de foraminífero bentónico de la subfamilia Pseudochoffatellinae, de la familia Cyclamminidae, de la superfamilia Loftusioidea, del suborden Loftusiina y del orden Loftusiida. Su especie tipo es Balkhania balkhanica. Su rango cronoestratigráfico abarca desde el Barremiense hasta el Aptiense superior (Cretácico inferior).

## Discusión
Clasificaciones previas incluían Balkhania en el suborden Textulariina del orden Textulariida o en el orden Lituolida.

## Clasificación
Balkhania incluye a la siguiente especie:
- Balkhania balkhanica †